# モッちゃんTV
『モッちゃんTV』（モッちゃんティービー）は、くまもと県民テレビで2018年4月2日から2020年3月28日まで放送されていた昼の報道・情報番組であり、本橋馨（くまもと県民テレビエグゼクティブアナウンサー）の冠番組であった。2019年４月以降は収録番組に変更。毎週金曜深夜に再放送していた。

## 概要
これまでの『NNN・KKTストレイトニュース』（土・日曜日のみ継続）のローカル枠を引き継ぎ、熊本県向けの報道・情報番組として開始した。これまでの日テレNEWS24（CS）制作の『NNNストレイトニュース（平日版）』の全国ニュース枠は本番組に内包され、熊本県内のローカルニュースのほか、天気予報や生活情報も伝える。本番組では2018年3月29日まで『テレビタミン』のMCを務めた本橋馨（くまもと県民テレビアナウンサー）が務める。
2019年４月以降はそれまでのスタジオ生放送から収録番組に変更。自転車でアポ無し旅を行う「モッチャリ」を中心に、県内のあらゆるジャンルでの「達人」を紹介する「達人ハンター」、月１回「モッちゃん美香ちゃんのヨカトコ！」で構成されるロケ番組にリニューアルされた。
2020年3月末に番組が終了。最終回を迎えた。
後続番組は「収納のおさよさん」

## 放送時間

### 2019年3月まで
- 月 - 金曜日 11:25 - 11:55（JST）
  - 『バゲット』（日本テレビ制作、熊本県民テレビでは毎月特定の2週間の月 - 木曜日10:25 - 11:25）放送日に限り、11:15 - 11:25のローカル枠の自社差し替えとして、『モッちゃんTV早出し』も別途放送。

### 2019年4月から最終回(2020年3月)まで
- 土曜日 11:35- 12:00（JST）

## 出演者
- 本橋馨（くまもと県民テレビアナウンサー）
- 村上美香（元・くまもと県民テレビアナウンサー）不定期出演、本橋と共に「モッちゃん美香ちゃんのヨカトコ！」ロケに参加。かつての「テレビタミン」での名司会コンビが共演の形で復活している
- 村上隆二　平日の生放送に出演。天気コーナーでの音楽の蘊蓄、コーナーでは本橋のパートナー役も務めた。